# General-Fellgiebel-Kaserne
Die General-Fellgiebel-Kaserne ist eine Kaserne der Bundeswehr im Pöckinger Gemeindeteil Maising. Sie  wurde auf dem Gelände des alten Gutshofs Maxhof errichtet.

## Name
Die Kaserne wurde nach Erich Fellgiebel (1886–1944) benannt, der nach dem missglückten Attentat auf Hitler 1944 vom Volksgerichtshof zum Tode verurteilt und in Berlin-Plötzensee hingerichtet wurde.

## Geschichte
Die Kaserne wurde 1959 errichtet und beherbergt Teile der Ausbildungszentrums CIR. Bis in die frühen 1990er Jahre war am Standort das Bataillon (LLFmLehrBtl) 9 und bis zum Jahre 2003 die Lehr-Kompanie (GebFmLehrKp) 8 stationiert. Bis 2016 sollen hier für die geplante bundesweite zentrale Ausbildungseinrichtung  für im Fernmeldedienst bzw. im IT-Bereich tätigen Soldaten des Heeres, der Luftwaffe und der Marine Lehrsäle, Funktions-, Stabs- und Unterkunftsgebäude für die Teilnehmer an den Lehrgängen errichtet werden.
1970 wurden bei einem Einbruch in das Gerätelager der Kaserne 87 Pistolen, 18 Maschinenpistolen, 2 Maschinengewehre und 2 Leuchtpistolen entwendet.
Im Jahr 2024 feierte die Kasernen das 125-jährige Jubiläum mit einem Tag der offenen Tür, bei dem sich Besucher moderne Systeme und Fahrzeuge der Bundeswehr ansehen konnten. Jährlich werden in Pöcking und Feldafing 6000 Soldaten weitergebildet, was in Zukunft auf 11.000 erhöht werden soll. Das Hauptgebäude der Kaserne verfügt über etwa 300 Büros und 84 Lehrsäle.